# Action Park
Pour les articles homonymes, voir Action.
Action Park était un parc d'attractions aquatique situé à Vernon (New Jersey), ouvert en 1978 par Great American Recreation (GAR), sur le terrain d'une station de ski. En raison de nombreux problèmes de sécurité, le parc a finalement été fermé en 1996, après 18 ans d'exploitation.
Action Park comportait trois zones d'attractions sur différents thèmes: Alpine Center (« Centre Alpin »), Motorworld (« Monde motorisé ») et Waterworld (« Monde d'eau »). Ces attractions, uniques à cette époque, attiraient les amateurs de sensations fortes venant principalement de la région new-yorkaise.
Une partie de la « célébrité » du parc est due aux mauvaises conditions de sécurité. Ses attractions étaient mal conçues, son personnel jeune et peu formé et la présence d'alcool sur le parc a conduit à de nombreux accidents. Au moins six personnes sont mortes lors d'accidents survenus dans ce parc, ce qui lui valut les surnoms de « Traction Park », « Accident Park » et « Class Action Park ». Face à tous ces problèmes, l'État a progressivement fermé certaines attractions et a définitivement fermé le parc en 1996. Cependant, le manque de réaction de l'État américain face à l'ampleur des dégâts commis a été vivement critiqué.
Le 9 février 1998, le promoteur Intrawest annonce le rachat de la majorité de la station de ski de Vernon Valley/Great Gorge (dont faisait partie Action Park) et d'autres terrains appartenant à GAR. Le parc a fait l'objet de modifications importantes consistantes à réparer, rénover ou démolir les attractions, en particulier celles jugées dangereuses. Par la suite, le parc a rouvert sous le nom de Mountain Creek Waterpark.

## Histoire

### Création du parc
Eugene Mulvihill, dirigeant de la société Great American Recreation (fusion des domaines skiables Vernon Valley et Great Gorge), voulait étendre l'activité de son domaine skiable sur l'ensemble de l'année, notamment en été lorsqu'il n'y a pas de neige. L'idée d'installer des attractions sur ses pistes lui est alors venue : Action Park est né.

### Développement
En 1976, le parc a ouvert un toboggan alpin de 820 m de long sur l'une des pistes les plus raides.
En 1978, Mulvihill a ajouté deux toboggans aquatiques et une piste de karting, marquant officiellement le début de Vernon Valley Summer Park. L'année suivante, d'autres toboggans aquatiques, une petite piscine, des terrains de tennis et un terrain de softball ont été construits, formant ce qui deviendra la section Waterworld.
En 1980, le parc inaugure Motorworld, la dernière section du parc, construite sur les terres marécageuses du domaine skiable. Le nombre parc compte alors 75 attractions au total, dont 35 motorisées et "auto-contrôlées", et 40 toboggans aquatiques. Il devient une destination majeure et s'inscrit parmi les premiers parcs aquatiques modernes d'Amérique du Nord.
Les années les plus fructueuses d'Action Park se situent entre le début et le milieu des années 1980. À cette époque, la plupart des attractions étaient encore en activité et la "réputation" du parc ne s'était pas encore développée.

### Accidents
En 1982, deux visiteurs sont morts dans le parc à une semaine d'intervalle, ce qui a entraîné la fermeture définitive d'une attraction. Malgré cela, les visiteurs ont continué à fréquenter le parc.
Mais la situation du parc a commencé à se dégrader en raison de deux autres décès au cours de l'été 1984. Les problèmes financiers se sont accumulés en raison des poursuites judiciaires qui ont suivi. Une enquête sur des irrégularités dans la location de terrains de la propriété de l'Etat, à Action Park a abouti à une inculpation par un grand jury de 110 chefs d'accusation contre les neuf sociétés liées qui géraient le parc et leurs dirigeants, pour avoir fait appel à une fausse compagnie d'assurance. Beaucoup sont intervenus avant le procès pour éviter les poursuites ; le PDG Eugene Mulvihill a plaidé coupable en novembre 1984 à cinq accusations de fraude d'assurance. Malgré tout, la fréquentation est restée élevée et le parc est resté rentable.
Le parc a accueilli plus d'un million de visiteurs par an au cours des années 1980, dont 12 000 lors des week-ends les plus chargés, ce qui, selon les responsables du parc, a rendu le taux de blessures et de décès statistiquement insignifiant. Néanmoins, le directeur du service des urgences d'un hôpital voisin a déclaré qu'ils ont traité de cinq à dix victimes d'accidents dans le parc lors des jours les plus chargés, et le parc avait alors acheté des ambulances supplémentaires à la municipalité de Vernon pour faire face à ce volume.
En septembre 1989, le GAR a négocié un accord avec l'International Broadcasting Corporation qui devait aboutir à la vente de Vernon Valley/Great Gorge et d'Action Park pour 50 millions de dollars, mais l'IBC s'est retiré de l'accord, estimant que le site ne répondait pas à ses besoins après avoir procédé à des inspections supplémentaires des propriétés.
Dans les années 1990, Action Park était annoncé comme le plus grand parc aquatique du monde. Le parc avait lancé un site web sur lequel les visiteurs pouvaient trouver des informations sur les attractions, les directions pour se rendre au parc et l'hébergement, et même participer à une loterie pour avoir une chance de gagner des billets pour le parc.
En septembre 1991, Great American Recreation a tenté de demander au comité du canton de Vernon d'organiser un référendum sur le bulletin de vote de novembre qui, s'il avait été adopté, aurait légalisé le fonctionnement des jeux d'adresse et de hasard à Action Park. Le 23 septembre, la pétition a été rejetée par le comité car seulement 643 des 937 signatures sur la pétition provenaient d'électeurs inscrits.
Quelques manèges ont été fermés et démantelés en raison de règlements coûteux et de l'augmentation du coût des assurances dans les années 1990. La fréquentation du parc a commencé à souffrir de la récession du début de cette décennie, ce qui a réduit le nombre de visiteurs.

### Faillite
Au début de 1995, GAR exploitait Vernon Valley/Great Gorge et Action Park sans assurance responsabilité. Le New Jersey ne l'exigeait pas et GAR a jugé plus économique de s'adresser aux tribunaux plutôt que de souscrire une assurance responsabilité. Cependant, GAR a fini par souscrire une assurance responsabilité auprès de la compagnie d'assurance Evanston en mai 1995 pour couvrir Action Park et les installations de ski. Au fur et à mesure de l'année 1995, les difficultés financières de GAR ont continué à s'accumuler. La First Fidelity Bank (en) a intenté une action en justice contre GAR et une quinzaine d'autres sociétés associées, afin d'entamer le processus de saisie sur la dette qui leur était due (19 millions de dollars). Des cabinets d'avocats à qui GAR devait de l'argent pour des services rendus entre 1991 et 1993 ont également commencé à intenter des poursuites. À l'approche du mois de novembre, GAR a négocié un accord avec Noramco Capital Corp. et le Praedium Fund of CS First Boston, aux termes duquel ils achèteraient la dette due à First Fidelity, ce qui leur permettrait d'éviter temporairement une saisie imminente.
En février 1996, les créanciers qui avaient repris la dette de GAR ont demandé que GAR soit mis en faillite pour les 14 millions de dollars dus par l'entreprise en difficulté. GAR a demandé à attendre jusqu'en mars de l'année suivante, et est restée optimiste sur le fait qu'elle pourrait retrouver sa situation financière « dans un an ».

### Fermeture
Action Park a fermé le 2 septembre 1996 à la fin de la saison, le jour de la fête du Travail, comme toutes les années. À l'approche de la saison d'été 1997, GAR est resté optimiste quant à l'ouverture d'Action Park le 14 juin comme prévu, malgré les licenciements massifs qui ont eu lieu à la fin de la saison de ski précédente. La date d'ouverture a été repoussée au 28 juin, puis à la mi-juillet. Le 25 juin 1997, GAR a annoncé l'arrêt de toutes ses activités, y compris Action Park.

### Renaissance
Après la fermeture de GAR en 1997, Praedium Recovery Fund a racheté la station de Vernon Valley/Great Gorge, y compris Action Park, pour 10 millions de dollars. Le groupe d'investissement a confié la gestion de la station à Angel Projects, et a prévu de dépenser 20 millions de dollars pour améliorer les équipements et les pistes de la station de ski et pour remodeler le parc aquatique.
Le promoteur canadien Intrawest a cependant acheté le parc et la station de ski environnante en février 1998. La société a réorganisé la section Waterworld du parc et l'a rouverte pour la saison 1998 sous le nom de Mountain Creek Waterpark, tandis que les sections Motorworld et Alpine Center ont été démolies.

## Trois zones du parc

### Attractions du Alpine Center (centre alpin)

#### Action Park Gladiator Challenge (challenge de Gladiateur d'Action Park)
L'attraction "Gladiator Challenge" (soit "Le Challenge du Gladiateur" en français), qui tire officieusement son inspiration de l'émission télévisée American Gladiators, ouvre en 1992. Les clients du parc pouvait participer à des joutes, contre d'autres clients ou contre les "gladiateurs" employés par le parc, dans une course d'obstacle. Les ex-culturistes Michael et Vince Mancuso avait conçu l'attraction, et les prétendus gladiateurs contre qui les clients devaient jouer étaient recrutés dans des salles de sport New-Jersiaise.

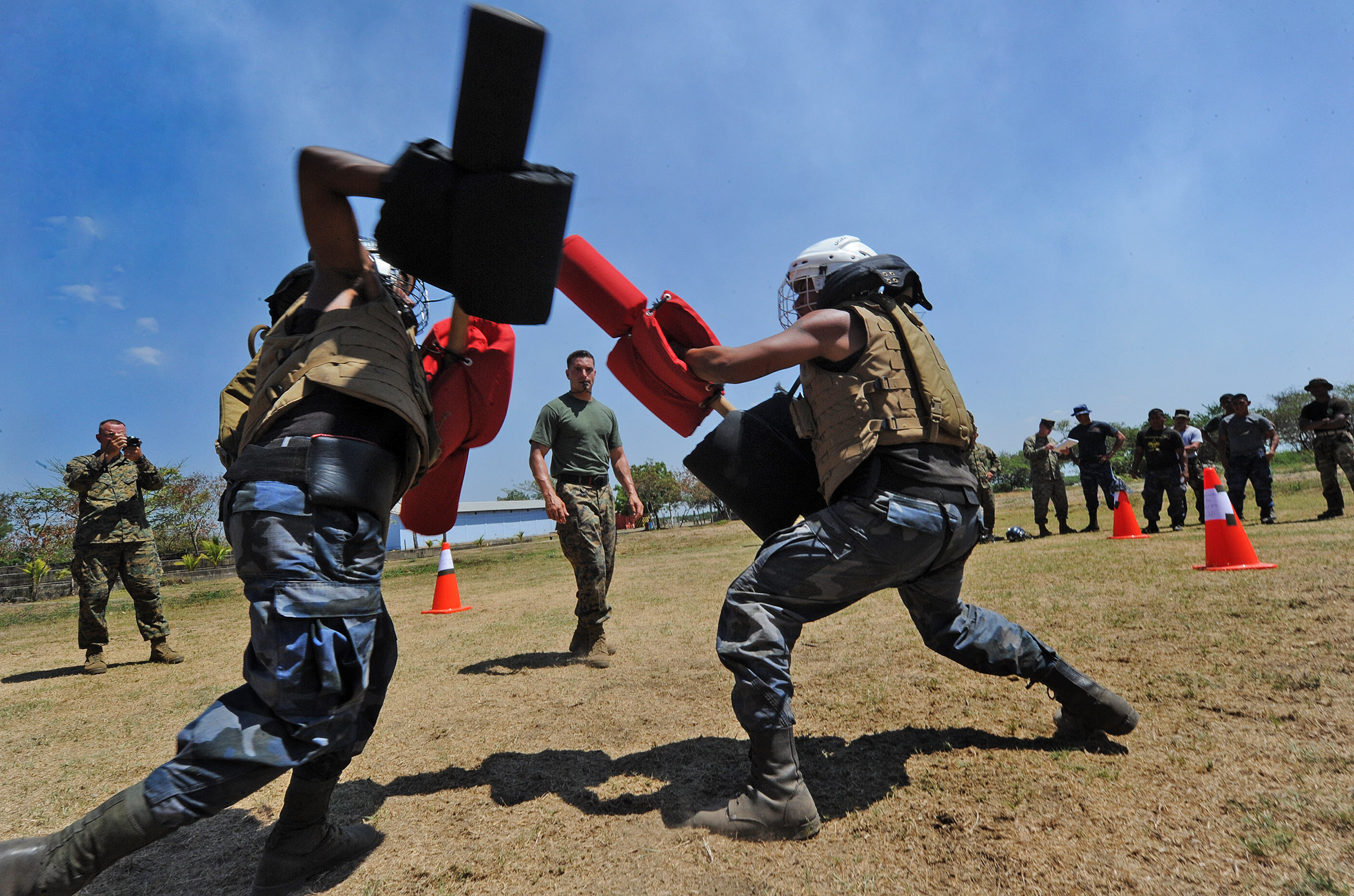
Combat de "Pugil Stick", ici utilisé dans des entraînement militaire de la marine américaine au Nicaragua

Les joutes pouvaient mener à des hostilités entre les joueurs. Lors d'une joute, un client du parc s'est senti persécuté par un des gladiateurs, qui avait été trop violent à son goût, le frappant à multiple reprise avec son bâton (cf. illustration de "Pugil Stick"). Ledit client est donc revenu accompagné d'amis, afin de se venger. L'employé répond à l'animosité du client en faisant appel à du renfort lui aussi, causant une rixe de plusieurs dizaines de gens dans le parc, qui a été stoppé par la police de la commune de Vernon.
Trois compétitions étaient mise en place chaque jour, et les clients qui courraient le plus vite dans la course d'obstacle devaient jouer à nouveau les uns contres les autres plus tard dans la journée.
L'attraction fu supprimée en 1995 et remplacée par un terrain de beach volley.

#### Alpine Slide (le toboggan alpin)
Le Toboggan Alpin de 820 m d'Action Park descendait la montagne montée d'un téléski qui permettait aux clients d'accéder au début du toboggan. Les clients s'asseyaient dans une petite luge avec un levier frein/accélérateur. L'attraction, particulièrement ses luges, étaient souvent la cause de blessures chez les clients du parc. Le levier qui avait pour but de contrôler la luge n'avait en pratique que deux vitesses dans cette attraction peu entretenue : très lente, et une vitesse décrite par un ancien employé du parc comme "la mort vous attend" ("death awaits").
Le toboggan que traversaient les luges était fait de ciment, de fibre de verre et d'amiante, ce qui mena à des égratignures et des blessures sur les clients du parc, même après une chute peu violente. De surcroît, les clients en tenues de bains étaient souvent harcelés ou se faisaient cracher dessus depuis les téléskis lorsqu'ils passaient en dessous. Certains clients poussaient les luges hors du toboggan depuis le téléski, ce qui ralentissait l'attraction étant donné que les employés devaient récupérer les luges.
L'attraction était le site de la première mort du parc (cf. Tableau "Décès du parc" ci dessous) après avoir percuté un rocher à la fin du toboggan. Le parc a remédié à ce danger dans l'attraction en ajoutant des bottes de foin à la sortie de l'attraction afin d'amortir les accidents et les chutes.

#### Snapple Snap-Up Whipper Snapper Ride
En 1991, Action Park ouvre une tour de 21m de haut contenant deux stations de saut à l'élastique. Au moment de la couverture médiatique de l'ouverture de l'attraction, Andy Mulvihill a poussé un journaliste du haut de la tour qui hésitait à sauter, sous les conseils de sa grande sœur alors directrice des relations publiques du parc. L'année suivante la tour se vit doubler le nombre de station de saut à l'élastique qu'elle comptait.
Les clients ne pouvait pas sauter bien loin, et étaient attachés à un poids qui les empêchait de rebondir jusqu'au haut de la tour.

#### Skateboard Park (parc à skateboard)
Un skate-park a brièvement existé près du bâtiment école de ski, mais fût fermé la saison d'après à cause de sa conception défectueuse. Les "bols" étaient séparés par du ciment dont les bords étaient rugueux. Tom Fergus, ancien employé, a dit dans le magazine Weird NJ que "le skate-park était la cause de tellement de blessures qu'on l'a couvert de terre et avons fait mine qu'il n'as jamais existé".

#### Transmobile
Le Transmobile était un monorail qui transportait les clients du Alpine Centre jusqu'au village commercial Cobblestone Village ainsi que la zone Motorworld du parc. Chaque arrêt avait deux stations, l'un pour les clients allant vers le Centre Alpin, et l'autre pour ceux se dirigeants vers le Motorworld. Les clients n'avaient pas le droit de faire un tour entier de monorail, ce qui pouvait créer des litiges et des confusions.

#### Bailey Ball
Bien qu'achevé et testé, ce manège ne fut jamais ouvert au public. La Bailey Ball invitait les visiteurs à dévaler l'une des pentes de ski à bord d'une sphère en acier guidée par des rails en tubes de PVC. Cependant, les concepteurs du manège ne prirent pas en compte la tendance du PVC à se déformer sous l'effet de la chaleur.
Le premier test en présence d'un inspecteur de l'état eut lieu un jour de canicule. Par conséquent, la sphère, dans laquelle avait pris place un employé, sorti de ses rails de PVC et déboula dans le parking, manquant de renverser l'inspecteur, avant de traverser la Route 94 pour enfin terminer sa course dans un marais. À la suite de cette débâcle, l'inspecteur quitta le parc sans dire un mot et le projet fut abandonné.

### Motorworld (Monde des moteurs)

#### Attractions terrestres
- Super Go Karts: les clients du parc conduisaient des kartings sur une petite piste circulaire à 32 km/h[3]. Cependant, les employés du parc découvrirent que le limiteur de vitesse des karts pouvait être neutralisé simplement en y insérant une balle de tennis, ce qu'ils faisaient régulièrement à la demande des visiteurs. La vitesse accrue encouragea les visiteurs à se foncer les uns dans les autres à près de 80km/h, et causa des collisions entraînant des blessures graves. De plus, les visiteurs étaient fréquemment étourdis par les vapeurs d'essence émises par les moteurs mal entretenus[3].
- Lola Cars: les clients du parc conduisaient des voitures de course miniatures décapotées sur une longue piste, avec des vitesses ajustables par les employés du parc. Certains employés volaient de l'alcool dans la micro-brasserie mise en place par le parc et l'emportait dans les voitures de course pour les conduire sur la Route 94[3].
- Battle Action Tank: une des attractions les plus connues du parc et souvent la plus mise en avant dans les publicités à la télévision. Pour un petit prix supplémentaire, les clients pouvaient conduire un tank miniature dans une petite zone engrillagée pendant cinq minutes. Les tanks étaient équipés de canons à balle de tennis pour toucher des capteurs sur les tanks adverses, ce qui paralysait les tanks pendant 15 secondes. Les clients du parc à l'extérieur de l'attraction avait accès à des canons à balle de tennis de moins bonne facture. Lorsqu'un employé devait se rendre dans la zone de l'attraction, les clients s'amusaient régulièrement à tirer sur lesdits employés, malgré les interdictions et avertissements. Un client a imbibé une des balles de tennis d'essence à briquet et l'a allumé avant de la tirer dans le terrain, ce qui lui valut d'être exclu du parc[5]. Ceci a donné une réputation à l'attraction comme étant plus dangereuse pour les employés que pour les clients[3].

#### Attractions aquatiques
- Super Speedboats: les clients pouvaient monter sur des bateaux miniatures et les naviguer dans un petit lac, qui d'après certains employés était infesté de serpents. Les bateaux pouvaient être conduits de 56 à 64 km/h. Contrairement au véhicules des attractions terrestres, personne ne savait comment modifier les bateaux pour augmenter leur vitesse. Néanmoins beaucoup de clients jouaient aux auto-tamponneuses avec les bateaux[3].
- Bumper Boats: une attraction supposément plus sécurisée que les Super Speedboats, mais les moteurs avaient régulièrement des fuites. Certains clients trop grands avaient du mal à contenir leurs jambes dans les bateaux et se sont blessés en les laissant pendre hors du bateau.

#### Attractions aériennes
- The Space Shot: une longue chute dans une tour, ce qui est commun dans les parcs à thèmes[10].
- The Sling Shot: une attraction dans laquelle deux personnes s'asseyaient et étaient attachés tandis que la cabine était envoyée dans les airs et soutenue par un élastique.

### Waterworld (Monde Aquatique)

#### Cannonball Loop
En 1983, General American Recreation ont construit un toboggan aquatique clos appelé le Cannonball Loop. Ce genre d'attractions n'était pas surprenant dans les parcs à thèmes à l'époque, de fait le parc avait déjà à ce moment-là des toboggans dans le même genre. Cependant, celui-ci avait une boucle verticale complète vers la fin du toboggan, comme dans une montagne russe. Le toboggan en résultant était tellement intimidant que les employés se sont vus proposer d'essayer l'attraction en échange de 100$. Tom Fergus, ancien employé du parc qui se décrit comme étant "un des idiots qui a accepté l'offre" s'est exprimé sur le sujet et a affirmé que "100$ n'était pas assez pour acheter suffisamment d'alcool pour noyer ce souvenir.".
Le toboggan a été ouvert pendant un mois en 1985 avant d'être fermé sous les ordres du Conseil Consultatif d'état. Un employé avait dit aux médias locaux qu'il y avait "trop de saignements de nez et de blessures dorsales". Certains clients qui ont fait cette attraction ont eu le corps lacéré. Lorsque le toboggan fut fermé pour déterminer ce qui a causé ces lacérations, des dents ont été retrouvées logées dans les parois du toboggan.

#### Tidal Wave Pool
La "Tidal Wave Pool" a ouvert en 1981 durant la première saison de Action Park. La première mort du parc a eu lieu dans cette attraction. Cinq ans plus tard, un autre client du parc s'y est noyé. La dangerosité de l'attraction lui a valu le surnom de "Grave-Pool" ("Piscine-Tombe" en français).

#### The Kayak Experience
Le Kayak Experience offrait aux visiteurs une simulation d'une rivière d'eau vive, les turbulences étant générées à l'aide d'hélices sous l'eau. Les kayaks se retrouvaient fréquemment coincés, et chaviraient presque aussi souvent, ce qui obligeait les visiteurs à débarquer dans l'eau pour rectifier la situation. En 1982, un homme tentant de redresser son kayak mit le pied sur un fil électrique alimentant les hélices, provoquant un arrêt cardiaque entraînant sa mort.

#### Tarzan Swing
La Tarzan Swing (La Balançoire Tarzan) était une balançoire suspendue au bout d'un câble de 6 mètres au-dessus d'un bassin naturel. Les visiteurs se balançaient au-dessus du bassin, et se jetaient du point le plus haut dans l'eau. Dans sa configuration initiale, la plateforme de départ était légèrement en retrait du bassin. Conséquemment, des coussins furent installés en contre-bas afin de protéger les visiteurs qui lâchaient la balançoire immédiatement. Plus tard, la plateforme fut avancée afin de déplacer le point de départ directement au-dessus de l'eau. Ceux qui lâchaient la balançoire trop tard s’éraflaient fréquemment les orteils sur le rebord en béton à l'autre bout du bassin. Additionnellement, l'eau du bassin était très froide; plusieurs visiteurs furent frappés de chocs thermiques si brusques en plongeant dans l'eau que l'intervention des sauveteurs fut requise régulièrement. En 1984, un homme meurt d'une crise cardiaque à la suite du choc de froid subit en atterrissant dans l'eau.

#### Surf Hill
La Surf Hill, un type d'attraction alors très populaire, se consistait de toboggans multi-pistes sur lesquels les visiteurs glissaient allongés sur des matelas avant de terminer leur course dans un bassin peu-profond. Les barrières entre chaque allée étaient minimes, menant à des collisions fréquentes entre les visiteurs. La septième allée fut informellement baptisée la "backbreaker" (le brise-dos), car elle comportait une bosse permettant de réaliser des sauts dans un bassin plus profond. Les employés venaient régulièrement manger au snack-bar près de l'attraction, car il était presque garanti de voir quelqu'un se blesser ou une visiteuse perdre le haut de son bikini. L'attraction survécut au passage du parc sous la société Mountain Creek jusqu'en 2005, avant d'ouvrir à nouveau en 2012.

#### Roaring Rapid
Les Roaring Rapids était une simple rivière d'eau vive sur lesquels les visiteurs naviguaient à bord de bouées gonflables. La rudesse de l'attraction occasionna plusieurs fractures, entre-autres des fémurs, de la clavicule, du nez, ainsi que des dislocations des genoux et des épaules, tel qu'indiqué dans un rapport soumis à l'état par le parc en 1984. L'attraction existe toujours, offrant deux circuits pour ceux désirant s'aventurer en bouées simples, ou en bouées doubles.

## D'Action Park à «Accident Park»
Le parc d'attraction est rapidement surnommé «Accident Park». Et pour cause, six personnes sont décédées durant les dix-huit ans d'ouverture, sans compter les fractures, traumatismes et autres blessures. L'hôpital le plus proche déclarait même recevoir à l'époque une trentaine de blessés chaque week-end.
Le toboggan alpin est une attraction où une longue descente en luge à roulettes s'effectue dans un chemin de ciment et fibre de verre. Décrit par certains comme « une piste géante parfaite pour arracher la peau des gens, déguisée en manège pour enfants » ; les visiteurs qui s'y élançaient n'avaient aucune protection, et les luges n'étaient pas toutes équipées de freins, ou alors, ils étaient défaillants. Après le décès de George Larsson Jr, 19 ans, en 1980, il est décidé, plutôt que de fermer l’attraction, d'afficher au départ du toboggan, des photos d'enfants blessés et ainsi dissuader les moins courageux. Cela sera un échec, puisque entre 1984 et 1985, vingt-six blessures graves à la tête et quatorze fractures sont à déplorer. Pour se dédouaner de la mort de George Larsson et pour étouffer l'affaire, les dirigeants du parc essayeront de faire croire que le jeune homme était un employé du parc qui avait effectué l'attraction en pleine nuit et sous la pluie. Cette désinformation sera abondamment relayée par les journaux sans vérification. Les dirigeants justifiaient ainsi le fait de ne pas avoir déclaré l'accident. En effet, ils n'étaient pas tenus de déclarer les accidents arrivant à leurs employés. Dans les faits cependant, le jeune Larsson avait travaillé sur des remontés mécaniques d'une station la saison précédente, mais cette année-là il était bien un simple visiteur qui a effectué l'attraction en pleine journée, et sans pluie. La famille fut dedommagée à hauteur de 100 000$.
La piscine à vagues est quant à elle surnommée « The grave pool » (la piscine-tombe), car trois décès sont à y déplorer. Les maîtres nageurs chargés de la surveillance, déclaraient porter secours à une trentaine de personnes par week-end.
| Date                 | Circonstances |
| -------------------- | --- |
| 8 juillet 1980       | George Larsson Jr. âgé de 19 ans, s'est cogné la tête contre un rocher à la sortie de l'attraction "Alpine Sled" (soit "Luge Alpine" en français). Il est transporté à l'hôpital et décède de ses blessures 8 jours plus tard le 16 juillet 1980. Le directeur du parc Eugene Mulvihill affirme aux médias qui se penchent sur l'accident que George Jr. était un employé du parc, car la mort d'un client aurait dû être communiquée à l'État. M. Larsson avait certes travaillé dans une station de ski voisine, propriété de Mulvihill, en tant qu'opérateur de téléski, mais il n'avait jamais été employé à Action Park et n'y a jamais travaillé. Ce premier accident mortel du parc entérine le début de sa renommée funeste comme étant un des parcs à thème les plus dangereux des États-Unis. |
| 24 juillet 1982      | Un garçon de 15 ans se noie dans l'attraction "Tidal Wave Pool" (soit "Piscine à vagues de la marée" en français). Cet accident a valu à l'attraction le sobriquet macabre de "Grave Pool", la "Piscine-Tombe". |
| 1er août 1982        | Un homme de 27 ans de Long Island descend de son kayak retourné pour le redresser. En voulant remonter, il touche une section de câblage sous tension pour les hélices sous-marines. Il s'électrocute, ce qui entraîne un arrêt cardiaque. Plusieurs autres membres de sa famille qui se trouvaient à proximité ont également été blessés. Il est transporté dans un hôpital de Warwick, dans l'État de New York, où il décède plus tard des suites de l'arrêt cardiaque provoqué par le choc. Le parc conteste d'abord que le courant électrique ait causé sa mort, affirmant qu'il n'y avait pas de brûlures sur son corps, mais le légiste répond qu'il n'y a généralement pas de brûlures dans une électrocution à base d'eau. Les témoignages divergent quant à l'étendue du câblage exposé: le parc déclare qu'il s'agissait «d'une simple entaille», tandis que d'autres affirment qu'elle était plus proche de 20 cm. Le ministère du travail de l'État a estimé que l'hélice avait été correctement entretenue et installée, et a blanchi le parc de tout méfait ; cependant, il a également déclaré que le courant pouvait causer des dommages corporels dans certaines circonstances. Le parc a affirmé qu'il avait été dédouané, bien qu'il n'ait jamais rouvert le manège, disant que les gens auraient peur d'y monter après. |
| 1984 (date inconnue) | Un visiteur meurt d'une crise cardiaque, déclenchée par le choc de l'eau froide de la piscine située sous l'attraction «The Tarzan Swing» (balançoire de Tarzan). L'eau du manège et de cette zone de baignade était à une température de 10-16 °C, alors que les autres zones d'eau étaient à une température de 21–27 °C, ce qui est plus typique des piscines. «The Tarzan Swing» et le «Cannonball» dans cette zone étaient alimentés par la même eau. |
| 27 août 1984         | Donald DePass, âgé de 20 ans, se noie dans l'attraction "Tidal Wave Pool", dite la "Piscine-Tombe". |
| 19 juillet 1987      | Gregory Grandchamps, âgé de 18 ans, se noie dans l'attraction "Tidal Wave Pool". La troisième noyade de l'attraction, dont le surnom "Grave Pool", conjugué au reste des accidents et des morts de cet "Accident Park" laissent une postérité humiliante et funeste à ce parc à thème. La mort de Grandchamps est la sixième et dernière mort de l'Action Park[non neutre]. |

## Retour bref du parc en 2014
En 2010, l'ensemble du domaine skiable et du parc aquatique de Mountain Creek est vendu à un groupe dirigé par Eugene Mulvihill, l'ancien propriétaire de Great American Recreation et le propriétaire de la station adjacente de Crystal Springs; cependant, il décède deux ans plus tard. Sous la nouvelle propriété, le nom du parc aquatique redevient Action Park, entre 2014, pour s'appeler Mountain Creek Waterpark à partir de 2016.

## Parcs dérivés
Durant les années 1980, deux autres parcs ouvrent: « Pocono Action Park and Motor World » à Tannersville, en Pennsylvanie, et « Action Park », renommé « Action Mountain » à Pine Hill, dans le New Jersey.
- Pocono Action Park and Motorworld

Le 14 avril 1980, Pocono Action Park Inc. est créé par Great American Recreation, qui ouvre ensuite Pocono Action Park and Motorworld. Situé dans la ville de Tannersville, en Pennsylvanie, il comporte une section Waterworld avec des toboggans et des manèges en tube, ainsi qu'une section Motorworld comprenant un grand nombre des mêmes attractions sur le thème des courses (comme des voitures de course ou des karts) que le parc Vernon. Fin 1991, le parc ferme. Les manèges sont démolis par étapes, et The Crossings Premium Outlets est construit sur le site. Cependant, même après la fermeture du parc, Pocono Action Park Inc. continue d'exister et est répertorié comme une entreprise active.
- Action Mountain

En juin 1984, Stony Point Recreation, une filiale de GAR, ouvre un autre parc nommé Action Mountain à Pine Hill, dans le New Jersey. Le parc propose un toboggan alpin, des karts, des voitures de course LOLA, des bateaux tamponneurs, des toboggans de vitesse, des toboggans tubulaires, des piscines, ainsi qu'une plate-forme de plongée. En 1986, Stony Point Recreation accumule 398 697 dollars d'arriérés d'impôts dus à la ville de Pine Hill, vend le parc pour alléger ses dettes. En 1999, le site est réaménagé en terrain de golf.